# Loshausen
Loshausen ist ein Ortsteil der Gemeinde Willingshausen im nordhessischen Schwalm-Eder-Kreis.

## Geographie
Loshausen liegt im Südteil der Landschaft Schwalm nordöstlich des Hauptortes, direkt westlich der Einmündung der Grenff in den Eder-Zufluss Schwalm, an der direkt unterhalb Loshausens das Hochwasserrückhaltebecken Treysa-Ziegenhain angelegt wurde. Im Dorf mündet der Wälzebach in die Alte Schwalm. Im Ort treffen sich die Kreisstraße 104 und die Landesstraße 3263. Östlich verlaufen die Bundesstraße 254 und die Kreisstraße 108.

## Geschichte

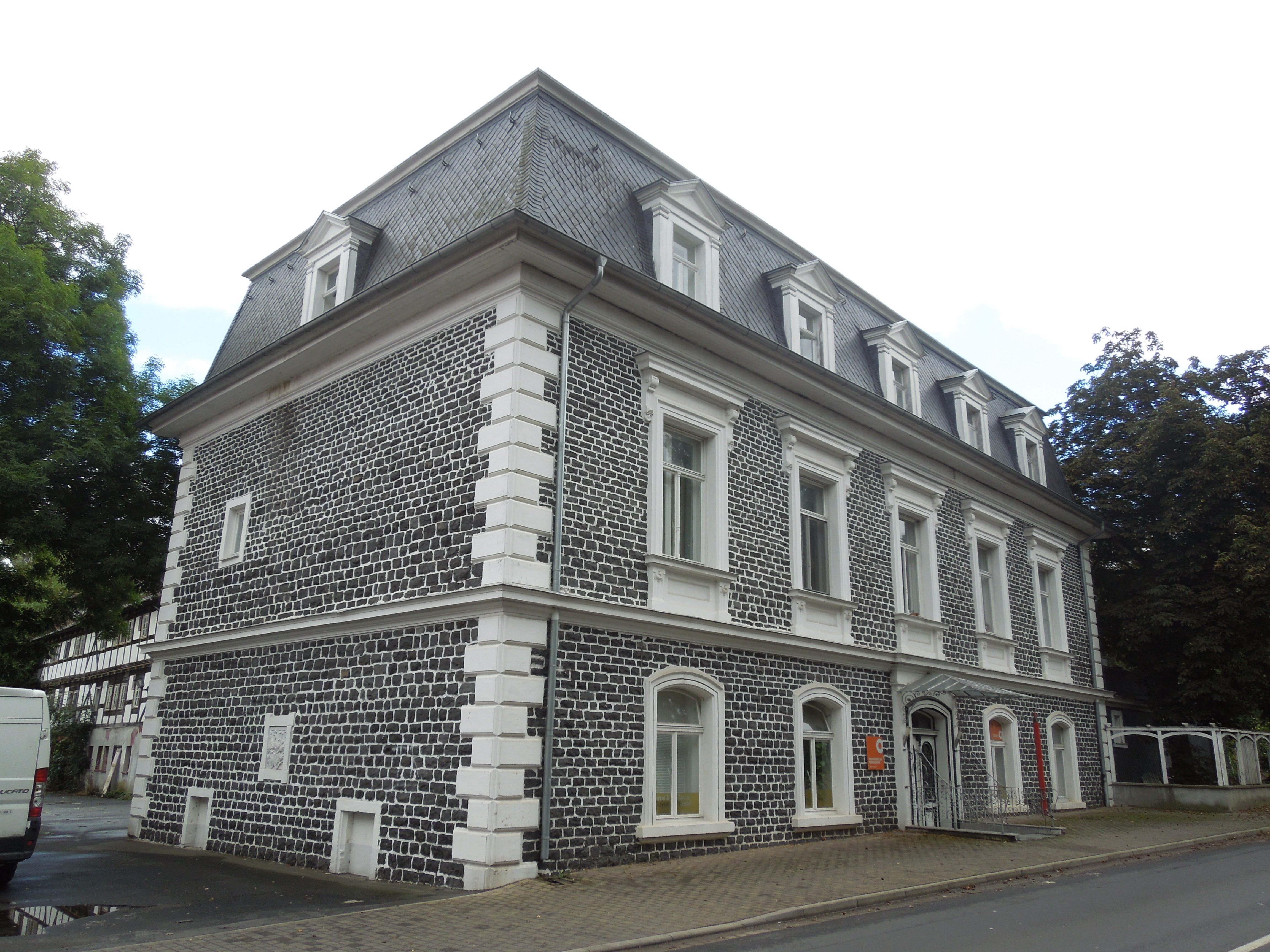
Das Schloss Loshausen

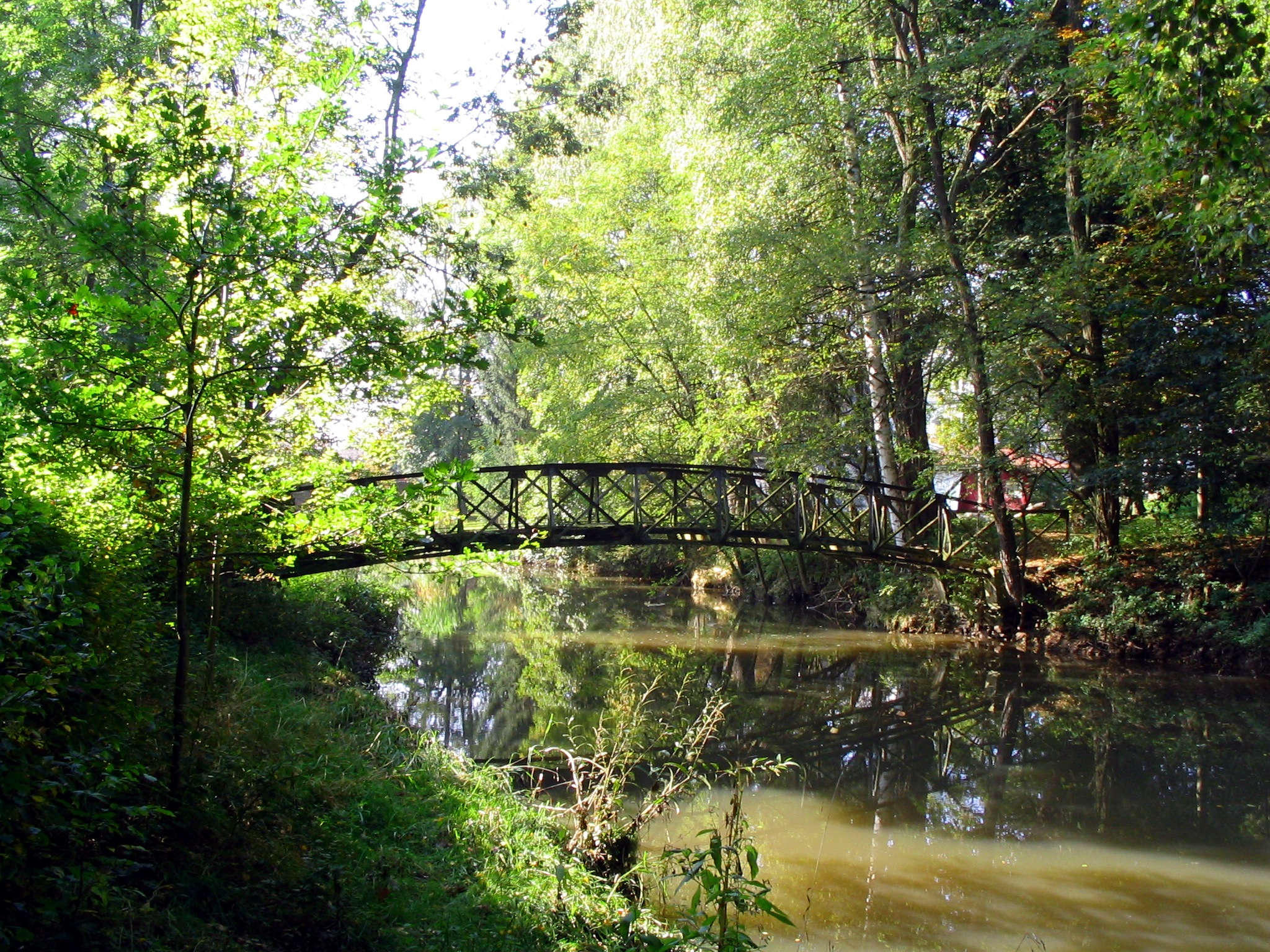
Alte Brücke im Schlosspark Loshausen

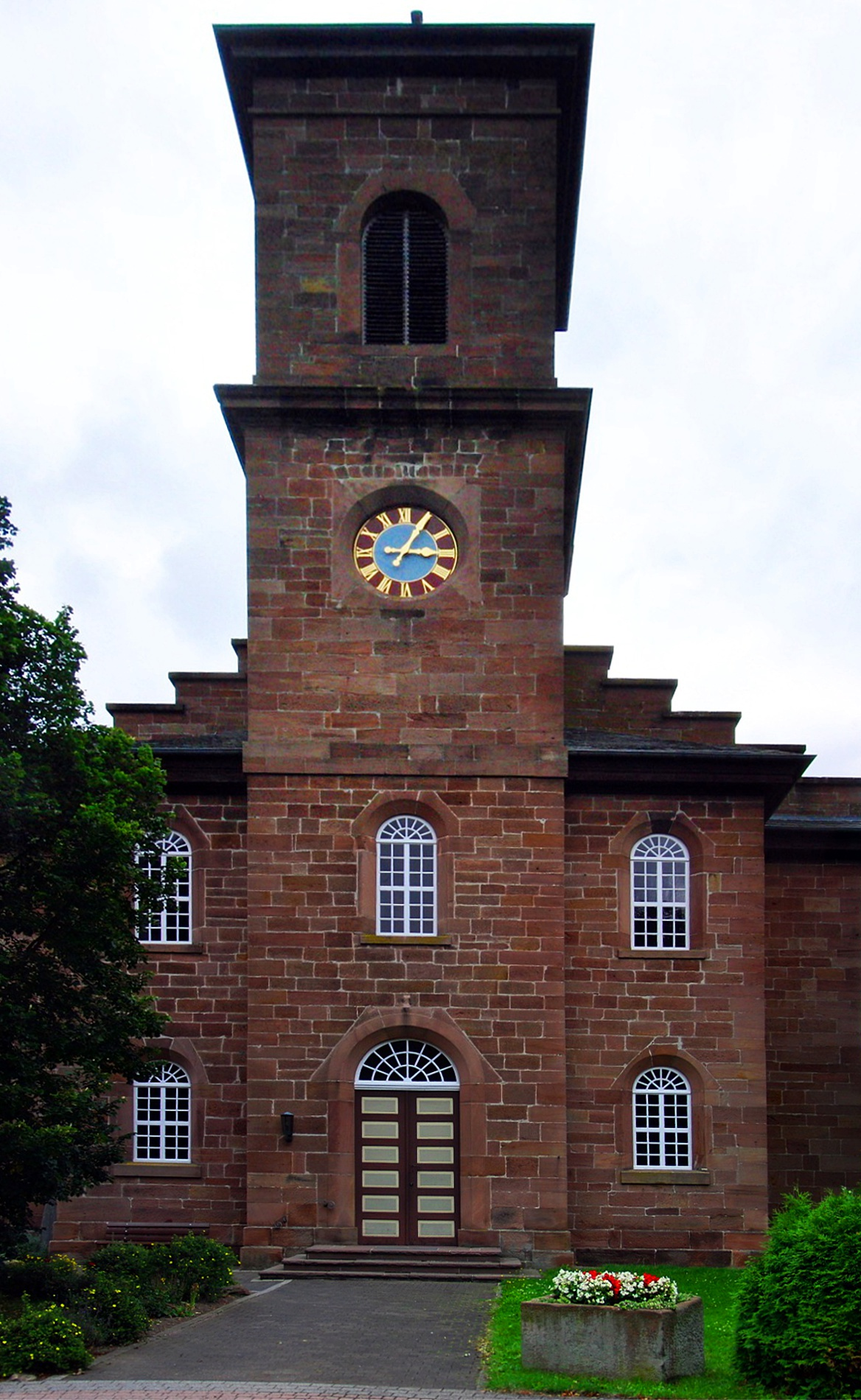
Dorfkirche

Die älteste bekannte schriftliche Erwähnung von Loshausen erfolgte unter dem Namen Lazhusun im Jahre 1106. In erhaltenen Urkunden wurde Loshausen unter den folgenden Namen erwähnt (in Klammern das Jahr der Erwähnung): Lazhusun (1106), Låzhusen (1240), Laishusen (1357), Loshusen (1365) und Loshausen (1569).
Im Dreißigjährigen Krieg wurde das Dorf am 14. November 1640, am Tage vor dem Gefecht am Riebelsdorfer Berg, ebenso wie Niedergrenzebach, Steina, Leimbach, Ransbach, Zella und Salmshausen, von kaiserlichen Truppen des Generals Hans Rudolf von Breda vollständig niedergebrannt.
1891 wurde das 1669 erbaute Renaissanceschloss abgerissen und durch das heutige Schloss ersetzt. Nahe dem Schloss liegt beiderseits des Flusses Schwalm der Schlosspark. In dessen Ostteil finden in regelmäßigen Abständen kulturelle Veranstaltungen wie das World Music Festival, Rock im Park und die Kirmes der Burschenschaft statt.
Zum 1. Januar 1974 wurde die bis dahin selbständige Gemeinde Loshausen im Zuge der Gebietsreform in Hessen kraft Landesgesetz mit weiteren Gemeinden und der am 31. Dezember 1971 gebildeten Gemeinde Antrefftal zu einer neuen Großgemeinde mit dem Namen Willingshausen zusammengeschlossen. Für alle ehemals eigenständigen Gemeinden von Willingshausen wurde je ein Ortsbezirk mit Ortsbeirat und Ortsvorsteher nach der Hessischen Gemeindeordnung gebildet.

## Bevölkerung
Einwohnerstruktur 2011
Nach den Erhebungen des Zensus 2011 lebten am Stichtag, dem 9. Mai 2011, in Loshausen 954 Einwohner. Darunter waren 9 (0,9 %) Ausländer.
Nach dem Lebensalter waren 168 Einwohner unter 18 Jahren, 366 zwischen 18 und 49, 2225 zwischen 50 und 64 und 195 Einwohner waren älter. Die Einwohner lebten in 405 Haushalten. Davon waren 105 Singlehaushalte, 105 Paare ohne Kinder und 153 Paare mit Kindern, sowie 33 Alleinerziehende und 9 Wohngemeinschaften. In 69 Haushalten lebten ausschließlich Senioren und in 367 Haushaltungen lebten keine Senioren.
Einwohnerentwicklung
| Quelle: Historisches Ortslexikon |                                                  |
| • 1502:                          | 40 Männer                                        |
| • 1585:                          | 40 Hausgesesse                                   |
| • 1639:                          | 23 Männer, 5 Witwen                              |
| • 1681:                          | 31 Hausgesesse, zwei Ausschuss, ein Junggeselle. |
| • 1746:                          | 39 Wohnhäuser, 197 Einwohner                     |

| Loshausen: Einwohnerzahlen von 1834 bis 2015 | Loshausen: Einwohnerzahlen von 1834 bis 2015 | Loshausen: Einwohnerzahlen von 1834 bis 2015 | Loshausen: Einwohnerzahlen von 1834 bis 2015 | Loshausen: Einwohnerzahlen von 1834 bis 2015 |
| --- | -------------------------------------------- | -------------------------------------------- | -------------------------------------------- | -------------------------------------------- |
| Jahr |                                              |                                              |                                              | Einwohner                                    |
| 1834 | 1834                                         |                                              | 443                                          | 443                                          |
| 1840 | 1840                                         |                                              | 458                                          | 458                                          |
| 1846 | 1846                                         |                                              | 501                                          | 501                                          |
| 1852 | 1852                                         |                                              | 508                                          | 508                                          |
| 1858 | 1858                                         |                                              | 463                                          | 463                                          |
| 1864 | 1864                                         |                                              | 494                                          | 494                                          |
| 1871 | 1871                                         |                                              | 492                                          | 492                                          |
| 1875 | 1875                                         |                                              | 495                                          | 495                                          |
| 1885 | 1885                                         |                                              | 546                                          | 546                                          |
| 1895 | 1895                                         |                                              | 583                                          | 583                                          |
| 1905 | 1905                                         |                                              | 597                                          | 597                                          |
| 1910 | 1910                                         |                                              | 613                                          | 613                                          |
| 1925 | 1925                                         |                                              | 707                                          | 707                                          |
| 1939 | 1939                                         |                                              | 751                                          | 751                                          |
| 1946 | 1946                                         |                                              | 1.121                                        | 1.121                                        |
| 1950 | 1950                                         |                                              | 1.119                                        | 1.119                                        |
| 1956 | 1956                                         |                                              | 1.008                                        | 1.008                                        |
| 1961 | 1961                                         |                                              | 1.022                                        | 1.022                                        |
| 1967 | 1967                                         |                                              | 916                                          | 916                                          |
| 1980 | 1980                                         |                                              | ?                                            | ?                                            |
| 1990 | 1990                                         |                                              | ?                                            | ?                                            |
| 2000 | 2000                                         |                                              | ?                                            | ?                                            |
| 2011 | 2011                                         |                                              | 954                                          | 954                                          |
| 2015 | 2015                                         |                                              | 923                                          | 923                                          |
| Datenquelle: Historisches Gemeindeverzeichnis für Hessen: Die Bevölkerung der Gemeinden 1834 bis 1967. Wiesbaden: Hessisches Statistisches Landesamt, 1968. Weitere Quellen: Gemeinde Willingshausen; Zensus 2011 |                                              |                                              |                                              |                                              |

Historische Religionszugehörigkeit
| Quelle: Historisches Ortslexikon |                                                                         |
| • 1861:                          | 478 evangelisch-reformierte Einwohner                                   |
| • 1885:                          | 539 evangelische (= 98,72 %), 7 andere christliche (= 1,28 %) Einwohner |
| • 1961:                          | 905 evangelische (= 88,55 %), 117 katholische (= 11,45 %) Einwohner     |

Historische Erwerbstätigkeit
| • 1746: | zwei Schmiede, ein Bender, ein Wirt, 7 Leineweber, ein Maurer, ein Krämer, 4 Schneider, ein Wagner, zwei Müller, ein Branntweinschenker, 10 Tagelöhner |
| • 1838  | Familien: 39 Ackerbau, 33 Gewerbe, 27 Tagelöhner |
| • 1961  | Erwerbspersonen: 179 Land- und Forstwirtschaft, 188 produzierendes Gewerbe, 53 Handel und Verkehr, 49 Dienstleistungen und Sonstiges                   |

## Politik
Für Loshausen besteht ein Ortsbezirk (Gebiete der ehemaligen Gemeinde Loshausen) mit Ortsbeirat und Ortsvorsteher nach der Hessischen Gemeindeordnung.
Der Ortsbeirat besteht aus fünf Mitgliedern. Bei den Kommunalwahlen in Hessen 2021 betrug die Wahlbeteiligung zum Ortsbeirat 59,02 %. Alle Kandidaten gehörten der „Gemeinsamen Liste Loshausen“ an. Der Ortsbeirat wählte Tobias Mattern zum Ortsvorsteher.

## Kulturdenkmäler
Siehe Liste der Kulturdenkmäler in Loshausen.

## Infrastruktur
In Loshausen gibt es die Kindergruppe Storchennest und ein Dorfgemeinschaftshaus.

## Persönlichkeiten
Der Arzt, Theologe und Maler Kurt Reuber (1906–1944) war während seiner Vikariatszeit in Loshausen tätig.